# Duygu Asena
Duygu Asena (Estambul, 19 de abril de 1946 - 30 de julio de 2006) fue una escritora, periodista, presentadora de televisión, actriz y activista turca en pro de los derechos de las mujeres.

## Vida y carrera
Nacida en Estambul, su abuelo era el secretario personal de Atatürk. Después de terminar sus estudios en una institución privada femenina en Kadıköy, se graduó en la Universidad de Estambul como pedagoga. Tras ello, trabajó durante dos años en el área clínica para niños del Hospital Haseki y en el hogar para niños de la Universidad de Estambul.
Asena comenzó a escribir en 1972 con su primera columna publicada en el diario Hürriyet. Entre 1976 y 1978 trabajó como copywriter] en una agencia publicitaria. En 1978, se transformó en editora en jefe de una casa editorial, y en esta posición, se volvió responsable de crear varias revistas para mujeres como Kadınca, Onyedi, Ev Kadını, Bella, Kim y Negatif.
Desde la década de 1980 en adelante, Duygu se transformó en líder del movimiento por los derechos y el estado de las mujeres en Turquía con sus publicaciones en los medios de comunicación. Escribió sobre matrimonio, desigualdad y violencia contra las mujeres. Anteriormente, había perdido su trabajo porque se había involucrado sentimentalmente con un colega en un diario asociado; fue ahí cuando se dio cuenta de que un varón turco jamás habría sido despedido bajo circunstancias similares.
Su primer libro Kadının adı Yok (en español: La Mujer no Tiene Ningún Nombre), que criticó la opresión de las mujeres y el matrimonio sin amor, fue publicado en 1987 ubicándose entre los más vendidos de su país. A pesar de ello, el libro fue prohibido por el gobierno en su 40.ª edición en 1998 luego que éste lo encontrara obsceno, peligroso para los niños y por, presuntamente, socavar el matrimonio. Después de dos años de pleitos, la prohibición fue anulada y su libro fue llevado al cine el mismo año por el director Enıf Yılmaz y protagonizado por Hale Soygazi; además, se lanzaron traducciones en Alemania y el Países Bajos, transformándose en un superventas en Grecia.
Su segundo libro Aslında Unşk da Yok, que puede ser considerado como la continuación de su primer libro, fue también traducido a varios idiomas y se publicó diversos países. Todo de sus libros siguientes se transformaron en best sellers.
Entre 1992 y 1997, fue presentadora de televisión en el canal estatal TRT 2. Su ocupación como columnista empezó en el diario Milliyet y continuó más tarde en Cumhuriyet y Yarın. Asena también participó en las películas Umut Yarıda Kaldı (La Esperanza está Rota), Yarın Cumartesi (Mañana es sábado) y Bahía E (Señor E).
Murió de un tumor cerebral en 2006 tras dos años en el Hospital Americano de Estambul. Esta enterrada en el Cementerio de Zincirlikuyu.

## Obras
- Paramparça, 2004
- Aşk Gidiyorum Demez, 2003
- Aslında Özgürsün, 2001
- Aynada Aşk Vardı, 1997
- Değişen Bir Şey Yok, 1994
- Kahramanlar Hep Erkek, 1992
- Aslında Aşk da Yok, 1989
- Kadının Adı Yok, 1987

## Premios
- 1988 - "Personas en la Cumbre" por la Revista Nokta.
- 1988 - Mejor escritor por la Universidad Bosphorus por Kadının Anuncioı Yok
- 1995 - Mejor escritor por la Universidad Bosphorus.
- 1998 - Premio "75 Mujeres en 75 Años".